# Stugsajt
Stugsajt är en webbplats som fungerar som marknadsplats för uthyrning av i första hand fritidshus till turister. På stugsajterna finns möjligheter att söka på begrepp som gör det möjligt att snabbt hitta ett objekt med önskade egenskaper, såsom pris, antal bäddar, geografisk belägenhet mm. Alla stugsajter erbjuder annonsering, några erbjuder dessutom bokningsmöjlighet och några fungerar därutöver som förmedlare med fullt ansvar gentemot kunden. Uthyrarna kan vanligen själva lägga upp och administrera sina annonser på stugsajterna. 